# Relations entre la France et la Jordanie
Les relations entre la France et la Jordanie désignent les relations diplomatiques qui s'exercent entre la République française d'une part et le royaume hachémite de Jordanie de l'autre.

## Époque contemporaine

### Coopération économique
L'Agence française de développement est présente en Jordanie depuis 2006 et finance des projets en lien avec l'eau, l'énergie et les transports. La France soutient en Jordanie la création d'emploi et la durabilité, par exemple dans le domaine de la gestion des déchets. En termes d'investissements, la France se place derrière les pays du golfe, mais à parité avec les États-Unis d'Amérique. Elle est surtout présente dans le secteur des télécommunications.

### Sur le plan culturel

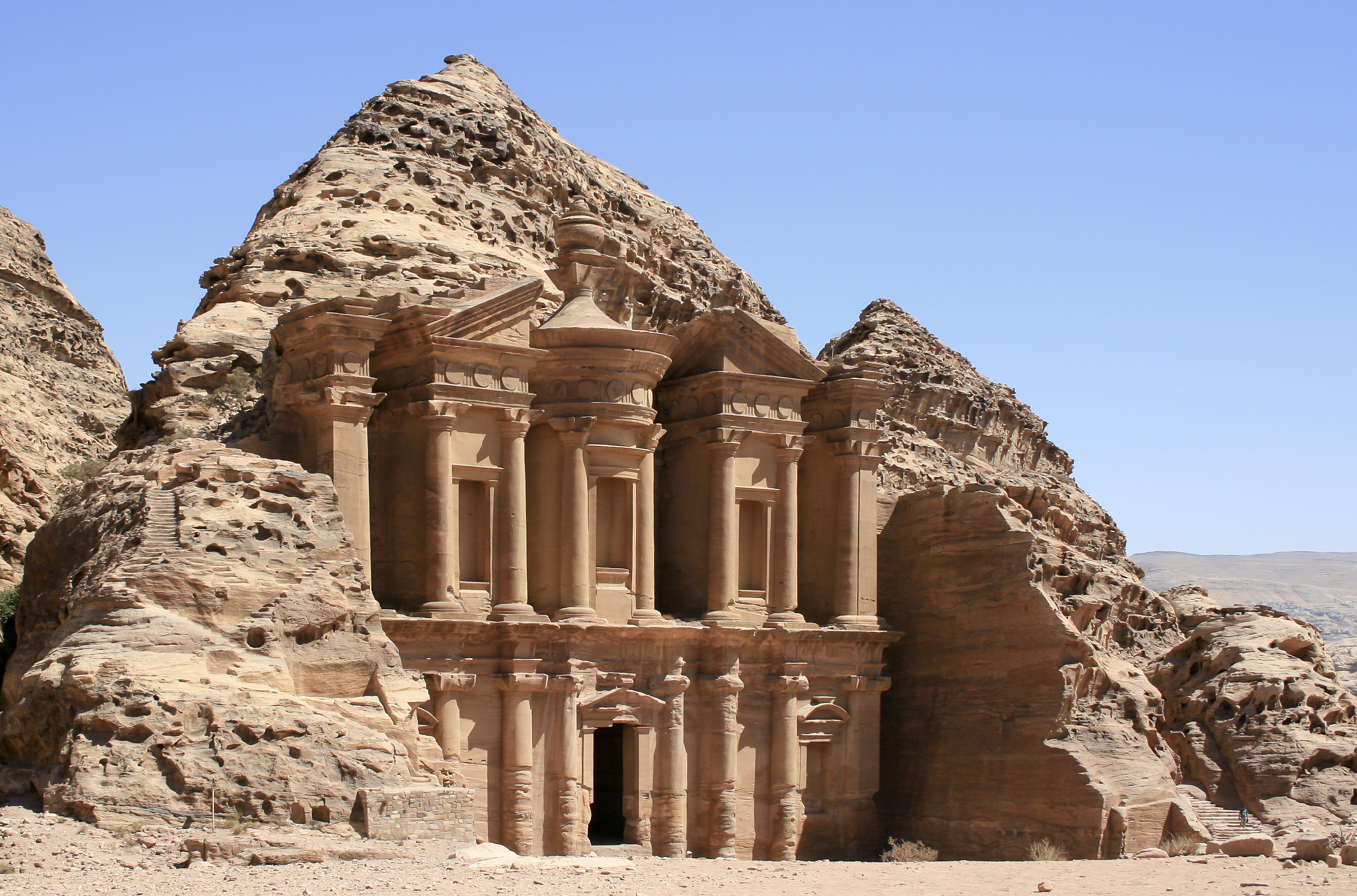
Pétra, haut lieu de la coopération archéologique entre la Jordanie et la France.

L'Institut français du Proche-Orient, présent à Amman, conduit des recherches archéologiques d'intérêt scientifique pour la France et la Jordanie. La France a ainsi déployé une mission archéologique à Pétra afin d'étudier les pratiques religieuses des Nabatéens.
Le lycée français d'Amman renforce la coopération éducative et culturelle entre les deux pays.
Le collège de la Salle d'Amman et le Lycée Saint Joseph du Loquidy à Nantes renforcent la coopération éducative et culturelle entre les deux pays depuis 2014, en mettant en place un échange scolaire annuel réciproque,.

### Sur le plan géopolitique
La France et la Jordanie ont des vues similaires sur de nombreux sujets internationaux, comme le conflit israélo-palestinien, la guerre contre le terrorisme et la guerre civile syrienne.